# 100 (canção)
"100" é uma canção do cantor de West Coast hip hop estadunidense The Game. Foi lançada no iTunes Store em 26 de junho de 2015 como single para o seu sexto álbum de estúdio The Documentary 2. A canção estreou em 25 de junho de 2015 na estação de radio Power 105.1. O tema principal da canção é como a fama pode corroer a confiança entre amigos.

## Musica e vídeo
O videoclipe de 100 foi filmado semanas antes de seu lançamento em Compton, Califórnia. O vídeo estreou no Vevo em 30 de julho de 2015. o vídeo foi dirigido por Theo Skudra e produzido por Anthony Gonzales juntamente com The Game.

## Lista de faixas
- Download digital[6]

1. "100" (Explicit) (com Drake) – 5:43
2. "100" (Clean) (com Drake) – 5:43

## Desempenho nas paradas

### Gráficos semanais
| Paradas (2015)                               | Melhor posição |
| -------------------------------------------- | -------------- |
| Alemanha (Deutsche Black Charts)             | 4              |
| Canadá (Canadian Hot 100)                    | 63             |
| Estados Unidos (Billboard Hot 100)           | 90             |
| Estados Unidos (Billboard R&B/Hip-Hop Songs) | 25             |
| Estados Unidos (Billboard Hot Rap Songs)     | 22             |
| Reino Unido (UK Singles Chart)               | 65             |